# Зграда Касине у Зворнику
Зграда Касине је зграда у Зворнику. То је препознатљив симбол града.

## Историја
Потиче из доба Аустроугарске. Касина је изграђен 1910. године за потребе аустријске војске. Прва намјена је била војна, односно у њој су се налазили официрски простори. 1979. године дограђена је читаоница. Касније је то било мјесто окупљања младих и културних дешавања. У граду је био значајан јер су се Зворничани овдје дружили приређујући журке, одржавајући свјечаности поводом одређених вјерских и државних празника, или одређених догађаја из националне прошлости. Данас се у њему налазе установе културе – Народна библиотека и музејска збирка. Размишља се о преуређењу у градску кућу.

## Особине
Зграда је у стилу Сецесије. Одликује се таласастом линијом, декоративношћу, асиметријом и динамиком. Проширена је додавањем читаонице. Зграда је тада добила димензије 16 и 20 метара. Изрезана је у обиљу профилације правилних геометријских форми, као и кровни вијенац. Фасада је жута.